# Accident ferroviari de la línia R4 de 2019
L'accident ferroviari a la línia R4 de 2019 es va produir a la línia R4 de Rodalies de Catalunya a l'altura de Castellgalí el 8 de febrer de 2019.

## Esdeveniments
Les primeres informacions van indicar que dos trens havien xocat i havia provocat una víctima mortal i 8 ferits de diversa consideració, entre ells un de greu. Posteriorment RENFE va confirmar que havia estat un xoc frontal entre un comboi de la línia R4 (Sant Vicenç de Calders - Manresa) i un altre de la R12 (Hospitalet del Llobregat- Lleida per Manresa). Segons declaracions del conseller Damià Calvet, el tren de la línia R12 circulava per la via incorrecta en un tram de poca visibilitat i que podria haver "algun tipus d'errada en la comprovació automàtica de la presència del tren o en els mecanismes manuals que permeten al conductor veure si circulen de manera correcta". A l'endemà de l'accident el llavors ministre de Foment, José Luis Ábalos va informar que el comboi de la R12 va circular durant 7 kilòmetres per la via contraria i que una "concatenació d'errades" van acabar per provocar l'accident.
Es van mobilitzar dotacions de protecció civil, mossos d'esquadra, 16 dotacions dels Bombers de la Generalitat i 8 ambulàncies del SEM. El primer avís de l'accident es va rebre a les 18.20 per part d'un passatger. Es va tallar la C-55 entre Sant Vicenç de Castellet i Manresa en ambdós sentits de circulació per afavorir les tasques dels equips d'emergències. El trànsit es va desviar per la C-16 i es va aixecar el peatge. Això va provocar lleugeres retencions a la C-55.
Arran de l'accident es va activar el pla Ferrocat d'emergències en transport de viatgers per ferrocarril. Es va haver de suspendre la circulació de trens per aquesta línia i es va procurar un servei alternatiu per carretera per les línies R4 i R12 de Rodalies. Tot i que RENFE i ADIF van afirmar que el dilluns següent es podria obrir la línia al trànsit ferroviari, el sindicat de maquinistes SEMAF s'hi va oposar, ja que segons el sindicat, no tenien les garanties de seguretat adequades.
És el segon accident greu en aquesta línia, l'anterior va ser al novembre de 2018 on una esllavissada de terres va fer descarrilar un tren i va haver-hi un altre mort. L'accident va provocar una onada d'indignació entre els passatgers habituals de Rodalies i va començar una campanya per no pagar els bitllets. Finalment es va reobrir la línia el divendres 22 de febrer un cop fetes les feines de reparació de la via.

## Víctimes
L'accident va provocar la mort de la conductora d'un dels trens i 105 ferits de diversa consideració, 6 d'ells greus.